# Fearless (album Taylor Swift)
Fearless – drugi album studyjny amerykańskiej artystki country pop Taylor Swift wydany 11 listopada 2008 przez wytwórnię Big Machine Records. Album zadebiutował na pozycji pierwszej na U.S. Billboard 200 i na Top Country Albums charts. W ciągu pierwszego tygodnia w Stanach Zjednoczonych rozeszły się 592 tys. kopii – największa suma dla albumu country od Eagles Long Road Out of Eden w listopadzie 2007. Fearless w 2009 roku został pierwszym albumem, który rozszedł się w nakładzie miliona kopii i zarobił sobie na tytuł najlepiej sprzedającego się albumu 2009. We wrześniu 2010 album zdobył status sześciokrotnej platyny przez RIAA i rozszedł się w około 10 milionach kopii na całym świecie.
Główny singiel, „Love Story”, był pierwszą piosenką Swift, która osiągnęła sukces komercyjny poza Stanami Zjednoczonymi. Znalazł się na miejscu pierwszym w Australii, na trzecim w Nowej Zelandii i na 2 w Wielkiej Brytanii. Trzeci singiel z albumu, „You Belong With Me” stał się jej największym hitem i uplasował się na 2. miejscu na Billboard Hot 100. Album znajdował się na Billboard 200 przez 11 tygodni z rzędu i na Billboard Top Country Albums przez 35 tygodni z rzędu. 26 października 2009 album został wydany jeszcze raz pod nazwą Fearless: Platinum Edition i zawarte zostały na nim sześć nowych piosenek.
Na 52 rozdaniu Grammy Awards, Fearless wygrał Nagrodę Grammy w kategorii Album of the Year (Album Roku) i Best Country Album (Najlepszy Album Country). Wygrana w kategorii Album of the Year nadała dwudziestoletniej wtedy Taylor tytuł najmłodszej osoby w historii, która wygrała tę nagrodę, pobijając rekord Alanis Morissette, która wygrała tę nagrodę z albumem Jagged Little Pill w wieku 21 lat. Fearless był też pierwszym albumem w historii, który wygrał nagrody American Music Award (AMA), Academy of Country Music Award (ACM), Country Music Association Award (CMA) i nagrodę Grammy za Album Roku podczas jednego roku, co nadało Fearless tytuł najbardziej nagradzanego albumu w historii muzyki country.

## Wydania
Fearless został najpierw wydany w Stanach Zjednoczonych 11 listopada 2008. Następnie wydano go w Australii, 15 listopada 2008 oraz w Wielkiej Brytanii i Nowej Zelandii 9 marca 2009. Album został wydany w marcu 2009 w Hiszpanii i Brazylii.

## Geneza tytułu
Fearless (ang. nieustraszony).
„Ten album nazywa się „Nieustraszony” i chyba chciałabym wyjaśnić dlaczego wybraliśmy to słowo jako tytuł. Jak dla mnie „nieustraszony” nie znaczy pozbawiony strachu. Nie znaczy odważny. Dla mnie nieustraszony oznacza wiele lęków. Nieustraszony to taki, który posiada wątpliwości. Dużo wątpliwości. Dla mnie, nieustraszone jest życie pomimo wszystkich rzeczy, które przerażają cię na śmierć. Nieustraszone jest ponowne zakochiwanie się pomimo tego, że kiedyś byłeś zraniony. Nieustraszone jest wkraczanie w pierwszy rok liceum w wieku piętnastu lat. Nieustraszone jest powstawanie i walczenie o to czego chcesz znowu, znowu i znowu... pomimo tego, że za każdym poprzednim razem przegrałeś. Nieustraszone jest czekanie na pewien dzień, w którym wszystko się zmieni. Nieustraszone jest posiadanie odwagi, by pożegnać się z kimś, kto tylko cię rani pomimo tego, że nie potrafisz bez tej osoby oddychać. Uważam, że nieustraszone jest zakochanie się w najlepszym przyjacielu pomimo tego, że on kocha kogoś innego. A kiedy ktoś wiecznie przeprasza cię za coś, czego nigdy nie przestanie robić, uważam, że nieustraszone jest zaprzestanie wiary w tę osobę. Nieustraszone jest wypowiedzenie słów, „NIE jest ci przykro” i odejście. Uważam, ze kochanie kogoś pomimo tego co mówią ludzie jest nieustraszone. Uważam, że pozwolenie sobie na płacz na podłodze w łazience jest nieustraszone. Odpuszczanie jest nieustraszone. Aż w końcu dalsze życie w dobrym stanie... to też jest nieustraszone. Ale bez względu na to czym obarcza cię miłość, musisz w nią wierzyć. Musisz wierzyć w miłosne historie, księcia i szczęśliwe zakończenia. To dlatego piszę te piosenki. Ponieważ uważam, że miłość jest nieustraszona.”.

## Lista utworów
Wszystkie utwory zostały napisane przez Taylor Swift, wyjątki są zaznaczone.
1. „Fearless” (Liz Rose, Hillary Lindsey) – 4:01
2. „Fifteen” – 4:54
3. „Love Story” – 3:55
4. „Hey Stephen” – 4:14
5. „White Horse” (Liz Rose) – 3:54
6. „You Belong with Me” (Liz Rose) – 3:51
7. „Breathe” (featuring Colbie Caillat) (Colbie Caillat) – 4:23
8. „Tell Me Why” (Liz Rose) – 3:20
9. „You're Not Sorry” – 4:21
10. „The Way I Loved You” (John Rich) – 4:04
11. „Forever & Always” – 3:45
12. „The Best Day” – 4:05
13. „Change” – 4:40

International Bonus Tracks
1. „Our Song” (International Version) – 3:24
2. „Teardrops on My Guitar” (International Version) (Liz Rose) – 3:10
3. „Should've Said No” (International Version) – 4:06

Japan Bonus Track
1. „Crazier” (Robert Ellis Orrall) – 3:13

UK iTunes bonus tracks
1. „Umbrella” (Live from SoHo) – 1:31
2. Video Interview Piece – 2:59

## Pozycje na listach przebojów
| Lista (2008/2009)                                     | Najwyższa pozycja |
| ----------------------------------------------------- | ----------------- |
| Australia (Australian Albums Chart)                   | 1                 |
| Australia (Australian Country Chart)                  | 1                 |
| Kanada (Canadian Albums Chart)                        | 1                 |
| Kanada (Canadian Top Country Albums)                  | 1                 |
| Holandia (Dutch Albums Chart)                         | 43                |
| Grecja (Greek International Album Chart)              | 23                |
| Irlandia (Irish Albums Chart)                         | 7                 |
| Meksyk (Mexican Albums Chart)                         | 48                |
| Nowa Zelandia (New Zealand Albums Chart)              | 1                 |
| Norwgia (Norway Albums Chart)                         | 5                 |
| Hiszpania (Spanish Album Chart)                       | 38                |
| Stany Zjednoczone (U.S. Billboard 200)                | 1(12w)            |
| Stany Zjednoczone (U.S. Billboard Top Country Albums) | 1                 |
| Wielka Brytania (UK Albums Chart)                     | 5                 |
| Szwecja (Swedish Albums Chart)                        | 27                |
| Tajwan (Taiwan G-Music Western Chart)                 | 1                 |
| Tajwan (Taiwan G-Music Combo Chart)                   | 6                 |

## Certyfikaty i sprzedaż
| Kraj                     | Certyfikat         | Sprzedaż    |
| ------------------------ | ------------------ | ----------- |
| Australia (ARIA)         | 7x platynowa płyta | 490 000+    |
| Austria (IFPI Austria)   | złota płyta        | 10 000+     |
| Dania (IFPI Danmark)     | platynowa płyta    | 20 000+     |
| Filipiny (PARI)          | 9x platynowa płyta | 135 000+    |
| Irlandia (IRMA)          | 2x platynowa płyta | 30 000+     |
| Kanada (MC)              | 4x platynowa płyta | 320 000+    |
| Niemcy (BVMI)            | złota płyta        | 100 000+    |
| Norwegia (IFPI Norge)    | złota płyta        | 15 000+     |
| Nowa Zelandia (RMNZ)     | 3x platynowa płyta | 45 000+     |
| Polska (ZPAV)            | złota płyta        | 10 000+     |
| Singapur (RIAS)          | 2x platynowa płyta | 20 000+     |
| Stany Zjednoczone (RIAA) | diamentowa płyta   | 10 000 000+ |
| Wielka Brytania (BPI)    | 2x platynowa płyta | 600 000+    |

## Daty wydania
| Region                    | Data              |
| ------------------------- | ----------------- |
| Stany Zjednoczone         | 11 listopada 2008 |
| Kanada                    | 11 listopada 2008 |
| Australia                 | 15 listopada 2008 |
| Australia Limited Edition | 27 lutego 2009    |
| Irlandia                  | 6 marca 2009      |
| Włochy                    | 6 marca 2009      |
| Tajwan                    | 6 marca 2009      |
| Wielka Brytania           | 8 marca 2009      |
| Filipiny                  | 8 marca 2009      |
| Nowa Zelandia             | 9 marca 2009      |
| Holandia                  | 11 marca 2009     |
| Belgia                    | 11 marca 2009     |
| Meksyk                    | 17 marca 2009     |
| Europa                    | 20 marca 2009     |
| Brazylia                  | 31 marca 2009     |
| Hiszpania                 | 31 marca 2009     |
| Niemcy                    | 8 maja 2009       |
| Japonia                   | 2009              |